# Lago Tagish
O Lago Tagish é um lago bastante longo e que se divide pelo Yukon e pelo norte da Colúmbia Britânica, no Canadá.

## Descrição
Este lago tem mais do que 100 km de comprimento por cerca de 2 km de largura.
Divide-se por dois braços, o braço Taku na parte oriental, que é muito longo e se encontra principalmente na Colúmbia Britânica, e o braço Windy a oeste, principalmente no Yukon.
A Estrada de Klondike corre ao longo do braço sul.
As águas do lago Bennett fluem para o lago Tagish, facto que levou a que a parte norte do lago Tagish fizesse parte da rota para o Klondike usada pelos prospetores de ouro durante a Corrida ao Ouro do Klondike.

## Origem do nome do lago
O nome do lago deve a sua criação ao Povo Tagish. Sendo o termo Tagish significa armadilha para peixes no antigo idioma Tagish, na língua Athabascan. Há outras fontes que traduzem o termo Tagish como Gelo de Primavera separando-se assim da outra versão.

## Meteorito
Em 18 de janeiro do ano 2000 um condrito carbonáceo caiu sobre a superfície congelada do braço Taku. Este meteorito já foi nomeado meteorito do lago Tagish. Muitos fragmentos foram descobertos e estudados pela Universidade de Calgary, a Universidade de Western Ontario e pela NASA. O meteorito faz atualmente parte das coleções da Universidade de Alberta.

## Fauna
O lago Tagish encontra-se no caminho de migratório dos cisnes que vêm a cada primavera para esperar o derretimento dos lagos mais setentrionais.